# كاثرين تيت (عالمة سياسة)
كاثرين تيت (بالإنجليزية: Katherine Tate)‏ هي عالمة سياسة أمريكية، ولدت في 8 نوفمبر 1962.